# بولباز (افرا)
بولباز هو دُوَّار يقع بجماعة رأس أومليل، إقليم كلميم، جهة كلميم واد نون في المملكة المغربية. ينتمي الدوّار لمشيخة افرا التي تضم دوار واحد. يقدر عدد سكانه بـ 93 نسمة حسب الإحصاء الرسمي للسكان والسكنى لسنة 2004.

## روابط خارجية
- البوابة الوطنية للجماعات الترابية نسخة محفوظة 12 مارس 2018 على موقع واي باك مشين.
- المندوبية السامية للتخطيط